# دروبليتون
الدروبليتون هو جسيم مُخترَع عبارةٌ عن سلسلةٍ قصيرة العمر من الإلكترونات والشحنات الموجبة المُلقبة بالثقوب. ومثل أشباه الجسيمات، تتصرف الدروبليتونات كجسيمٍ واحد. في جامعة فيليبس بمدينة ماربورج الألمانية وبالتعاون مع معمل الدراسات الأستروفيزيائية بجامعة كولورادو، تمكن العلماء من صناعة كتلةٍ من الإلكترونات والثقوب أكبر مما تم تصنيعه معمليًا من قبل، طولها 200 نانومتر، وهذا كبير بما يكفي ليُرى عبر ميكروسكوبٍ جيد، وهو ما يبلغ جزءًا من خمسين من سماكة شعرةٍ من القطن.
هذه الدروبليتونات تتصرف وفقًا لقواعد فيزياء الكم، هذا يعني أن العلماء يستطيعون استكشاف كيفية تفاعل الضوء مع المادة، وهذه العمليةٌ محكومةٌ بقواعد فيزياء الكم أيضًا. ولأن الدروبليتونات طويلةٌ جدًا بمعايير الجسيمات، فبإمكانها أيضًا مساعدة الفيزيائيين في تحديد الحدود الفاصلة بين العالم الكميّ للجسيمات الصغيرة للغاية والعالم الكلاسيكي للمقاييس الإنسانية.

## صناعة الدروبليتون
ولتخليق الدروبليتون، أطلق الفريق المكوَّن من عالم الفيزياء بجامعة فيليبس ماكيلو كيرا بالاشتراك مع باحثين من المعمل المشترك للفيزياء الفلكية بكولورادو دفقاتٍ سريعةٍ من أشعة الليزر فائقة القوة على كتلةٍ من مركب زرنخيد الجاليوم.
نفس المادة المستخدمة في صناعة الثنائيات الباعثة للضوء LED. كل دفقةٍ استمرت أقل من 100 فيمتو ثانية (الفيمتو جزء مليون مليار (كوادرليون) جزء من الثانية) وعندما يصطدم الضوء بكتلة زرنيخيد الجاليوم فإن الذرات الناتجة أو الإلكترونات المُثارة ذات الشحنة السالبة التي تتحرك داخل المركب مثل الغاز أو البلازما تترك خلفها نقاطًا موجبة الشحنة، هذه النقاط الموجبة هي الثقوب.
صرَّح كيرا في بريد إلكتروني لمجلة لايف ساينس: «بطريقةٍ ما، تُعَدُّ الدروبليتونات جسيماتٍ تتحدد صفاتها بشكلٍ كبيرٍ على البيئة، وهو ما يجعلها مثيرةً للغاية، وبالتالي تعمل بأفضل شكلٍ لأن الطريقة التي تتشكل بها الإلكترونات تجعل من السهل إثارتها». وبما أن الدروبليتون جسيمٌ اصطناعيٌّ يحتوي على عددٍ من الإلكترونات، فهو يتصرف كإلكترون ذي حجمٍ هائلٍ. هذه الخاصية تعني أنّ بإمكان الفيزيائيّين تعديل حجم الإلكترون من أجل التجارب.

## ثنائي في ثنائي
دونًا عن كل الجسيمات المكوَّنة من (إلكترون – ثقب) التي تم صناعتها، يُعَدُّ هذا أول جسيمٍ يحتفظ بعددٍ كافٍ من الثنائيات كفيلٍ بأن يشكل قطرةً شبه سائلة. تميل الإلكترونات والثقوب بفضل شحناتهم المختلفة إلى تشكيل ثنائياتٍ تسمى الإكسيتونات.
هذه الثنائيات مألوفةٌ لأي شخصٍ استخدم الألواح الشمسية والتي توظّف موادّ معينةً لفصل ثنائيات (الإلكترون – ثقب) لتحرير الإلكترونات وتوليد تيارٍ كهربائي. مع ذلك فإن الإكسيتونات المستخدمة في هذه التجربة كانت أكثر نشاطًا إذ تتكتل معًا في مجموعاتٍ كما لو كانوا قطراتٍ من الماء تتشبث ببعضها، عند هذه النقطة توقفت الجسيمات عن كونها ثنائيات من إسكيتوناتٍ وأصبحت دروبليتونات.